# Гаџијево
Гаџијево (рус. Гаджиево) град је на крајњем северозападу европског дела Руске Федерације. Налази се на крајњем северу Мурманске области и административно припада њеном Александровском округу. У граду се налази војна база руске морнарице и сам град, баш као и цео округ, има статус затвореног војничког града.
Званичан статус града има од 1981. године. Према проценама националне статистичке службе за 2017. у граду је живело 12.904 становника.

## Географија
Град Гаџијево смештен је у северном делу Мурманске области на обали једног од залива (залив Сајда) Кољског залива Баренцовог мора. У самој гради и око њега налази се неколико мањих језера, а средиште града лежи на надморској висини од 72 метра.
Град се налази на око 35 километара северније од административног центра области, града Мурманска, а најближа градска насеља су градови Снежногорск на југозападу и Пољарниј на југоистоку (оба удаљена око десетак километара).

## Историја
Насељено место под именом Јагељнаја Губа (рус. Ягельная Губа) званично је основано 15. маја 1957. године као радничко насеље. Под првобитним именом било је познато наредних десет година, све до 1967. године када је преименовано у садашњи назив у част совјетског морнара и Хероја Совјетског Савеза Магомета Гаџијева који је погинуо на том подручју 12. маја 1942. године.
Одлуком Президијума Врховног совјета Руске СФСР од 14. септембра 1981. насељу је додељен званичан административни статус града и промењено му је име у Скалистиј (рус. Скалистый) иако се у званичним државним документима помињало под називом Мурманск-130. Назив Скалистиј постао је званичан у јануару 1994. и под тим именом град је био познат до 1999. када је поново преименован на садашњи назив.

## Становништво
Према подацима са пописа становништва 2010. у граду је живело 11.068 становника, док је према проценама националне статистичке службе за 2017. град имао 12.904 становника.
| 1959. | 1970. | 1979. | 1989. | 2002.  | 2010.  | 2017.  |
| ----- | ----- | ----- | ----- | ------ | ------ | ------ |
| ---   | ---   | ---   | ---   | 12.180 | 11.068 | 12.904 |

По броју становника град Гаџијево налази се на 854. месту од 1.112 званичних градова Русије. Гаџијево је територијално организовано као једна од три градске општине Александровског округа и једина је градска општина у том округ у чијем саставу се налази још једно насеље, Олењаја Губа.